# Eurocoaster
Der Eurocoaster ist ein Küstenmotorschiffstyp der rumänischen Werft Șantierul Naval Tulcea.

## Geschichte
Die Schiffe wurden 1999 und 2000 abgeliefert. Sieben Einheiten wurden für die Reederei M. Lauterjung in Emden, eine Einheit für Rhein-, Maas- und See-Schiffahrtskontor in Duisburg gebaut.

## Beschreibung
Die Schiffe werden von einem Viertakt-Achtzylinder-Dieselmotor des Herstellers Deutz MWM (Typ: SBV 8M 628) mit 1.500 kW Leistung angetrieben. Der Motor wirkt über ein Untersetzungsgetriebe auf einen Festpropeller. Die Schiffe erreichen eine Geschwindigkeit von 12,5 kn. Sie sind mit einem Bugstrahlruder mit 192 kW Leistung ausgerüstet.
Für die Stromerzeugung stehen zwei Dieselgeneratoren mit jeweils einem Scania-Dieselmotor (Typ: DS 995 M03S) mit 195 kW Leistung zur Verfügung. Der Not- und Hafengenerator wird von einem Valmet-Dieselmotor (Typ: 420 DSG) mit 70 kW Leistung angetrieben.
Die Decksaufbauten befinden sich im hinteren Bereich der Schiffe. Das Ruderhaus ist vom flachen Deckshaus getrennt und hydraulisch höhenverstellbar. Die Masten der Schiffe können geklappt werden, so dass die Schiffe feste Brücken über Flüsse und Kanäle unterqueren können. An Bord ist Platz für sieben Besatzungsmitglieder.
Vor den Decksaufbauten befindet sich ein Laderaum, der mit aus acht Segmenten bestehenden Faltlukendeckeln verschlossen wird. Die Lukendeckel können hydraulisch bewegt werden. Der Laderaum ist 59,66 m lang, 9,30 m breit und 6,75 m hoch. Er ist auf 51,81 m Länge boxenförmig. Im vorderen Bereich verjüngt er sich. Die Kapazität des Raums beträgt 3745,2 m³. Die Schiffe sind mit zwei Schotten ausgerüstet, mit denen der Laderaum unterteilt werden kann. Die Schotten können an acht Positionen errichtet werden. Werden sie nicht benötigt, können sie am Ende des Laderaums abgestellt werden. Dadurch verringert sich die nutzbare Länge des Raums um etwa einen Meter.
Die Tankdecke kann mit 15 t/m², die Lukendeckel mit 1,56 t/m² belastet werden.
Die Schiffe sind für den Transport von Containern vorbereitet. Die Containerkapazität beträgt 124 TEU (52 TEU im Raum, 72 TEU an Deck). Neben den Standardmaßen (20 und 40 Fuß) können auch 30-, 48- und 49-Fuß-Container geladen werden. Bei homogener Beladung mit 14 Tonnen schweren Containern können 100 TEU geladen werden.
Der Rumpf der Schiffe ist eisverstärkt (Eisklasse 1B).

## Schiffe
| Eurocoaster | Eurocoaster | Eurocoaster | Eurocoaster   | Eurocoaster                |
| Bauname     | Bau- nummer | IMO- Nummer | Ablieferung   | Spätere Namen und Verbleib |
| ----------- | ----------- | ----------- | ------------- | -------------------------- |
| Arion       | 245         | 9177868     | Februar 1999  | 2017 Wilson Mersey         |
| RMS Voerde  | 300         | 9177882     | November 1999 | 2015 Wilson Odra           |
| Hestia      | 248         | 9177894     | Februar 2000  | 2017 Wilson Thames         |
| Zeus        | 249         | 9199684     | April 2000    |                            |
| Thebe       | 250         | 9199696     | Juni 2000     |                            |
| Theseus     | 251         | 9199256     | August 2000   |                            |
| Nestor      | 252         | 9234305     | November 2000 |                            |
| Delia       | 253         | 9234317     | Dezember 2000 |                            |

Die Schiffe werden unter der Flagge von Antigua und Barbuda mit Heimathafen St. John’s betrieben. Die an die norwegische Reederei Wilson verkauften Einheiten kamen unter die Flagge von Barbados. Die für die Reederei M. Lauterjung gebauten Schiffe wurden nach Figuren aus der griechischen Mythologie benannt.